# Oglasa connectens
Oglasa connectens är en fjärilsart som beskrevs av George Francis Hampson 1926. Oglasa connectens ingår i släktet Oglasa och familjen nattflyn. Inga underarter finns listade i Catalogue of Life.